# Municipio de Custer (condado de Antelope)
El municipio de Custer (en inglés: Custer Township) es un municipio ubicado en el condado de Antelope en el estado estadounidense de Nebraska. En el año 2010 tenía una población de 78 habitantes y una densidad poblacional de 0,84 personas por km².

## Geografía
El municipio de Custer se encuentra ubicado en las coordenadas 42°13′11″N 98°0′34″O / 42.21972, -98.00944. Según la Oficina del Censo de los Estados Unidos, el municipio tiene una superficie total de 92.85 km², de la cual 92,85 km² corresponden a tierra firme y (0 %) 0 km² es agua.

## Demografía
Según el censo de 2010, había 78 personas residiendo en el municipio de Custer. La densidad de población era de 0,84 hab./km². De los 78 habitantes, el municipio de Custer estaba compuesto por el 96,15 % blancos, el 3,85 % eran afroamericanos. Del total de la población el 0 % eran hispanos o latinos de cualquier raza.